# Alexandre Ippolito
Alexandre Ippolito (5 januari 1999) is een Belgisch voetballer die uitkomt voor FC Wiltz 71. Ippolito is een aanvaller.

## Carrière
Ippolito ruilde in 2018 de reserven van Sporting Charleroi in voor die van Royal Excel Moeskroen. Nog geen jaar later maakte hij zijn debuut in het eerste elftal van de Henegouwse club: op 6 april 2019 mocht hij in de play-off 2-wedstrijd tegen Cercle Brugge in de 83e minuut invallen voor Benjamin Van Durmen. In november 2019 ondertekende hij er zijn eerste profcontract. In het seizoen 2019/20 mocht hij slechts drie competitiewedstrijden spelen, waarin hij opgeteld amper negentien minuten speeltijd kreeg. Kort na de degradatie van Moeskroen naar Eerste klasse B liep het contract van Ippolito bij de Henegouwers af.
Na een tijdje te hebben meegetraind met Free Pro Players FC, een initiatief om clubloze profvoetballers elke werkdag te laten trainen in een professioneel kader, tekende hij in de zomer van 2021 bij de Luxemburgse eersteklasser FC Wiltz 71.

## Clubstatistieken
| Seizoen         | Club                  | Land               | Competitie         | Competitie | Competitie | Beker | Beker | Supercup | Supercup | Europees | Europees | Totaal | Totaal |
| Seizoen         | Club                  | Land               | Competitie         | Wed.       | Dlp.       | Wed.  | Dlp.  | Wed.     | Dlp.     | Wed.     | Dlp.     | Wed.   | Dlp.   |
| --------------- | --------------------- | ------------------ | ------------------ | ---------- | ---------- | ----- | ----- | -------- | -------- | -------- | -------- | ------ | ------ |
| 2018/19         | Royal Excel Moeskroen | Vlag van België    | Jupiler Pro League | 1          | 0          | 0     | 0     | —        | —        | —        | —        | 1      | 0      |
| 2019/20         | Royal Excel Moeskroen | Vlag van België    | Jupiler Pro League | 3          | 0          | 1     | 0     | —        | —        | —        | —        | 4      | 0      |
| 2020/21         | Royal Excel Moeskroen | Vlag van België    | Jupiler Pro League | 0          | 0          | 0     | 0     | —        | —        | —        | —        | 0      | 0      |
| 2021/22         | FC Wiltz 71           | Vlag van Luxemburg | BGL Ligue          | 8          | 0          | 1     | 0     | —        | —        | —        | —        | 9      | 0      |
| Carrière totaal | Carrière totaal       | Carrière totaal    | Carrière totaal    | 12         | 0          | 2     | 0     | 0        | 0        | 0        | 0        | 14     | 0      |

Bijgewerkt op 2 maart 2022